# UTC−08:00
UTC−8 là một dải gồm các khu vực thời gian cách Giờ phối hợp quốc tế 8 tiếng đồng hồ. Giờ UTC-8 được tính bằng giờ phối hợp quốc tế trừ 8 giờ đồng hồ.

## Múi giờ
- Giờ chuẩn Thái Bình Dương
- Giờ ánh sáng ngày Alaska
- Giờ chuẩn Đảo Clipperton